# 高坡瀑布群

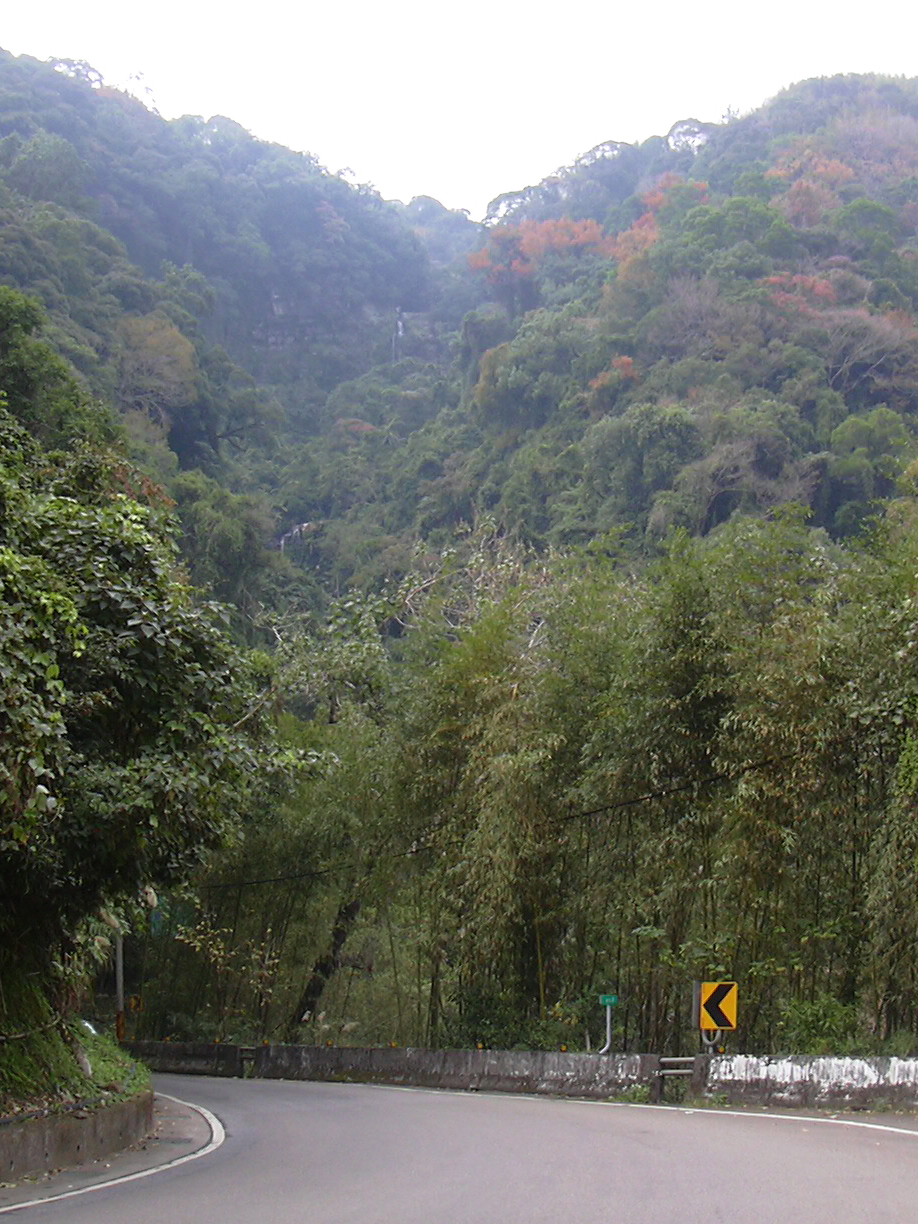
於北部橫貫公路遠眺，上為彩虹瀑布，下為魔鬼瀑布。

高坡瀑布群，位於桃園市復興區，鄰近高坡聚落，附近支流在匯入大漢溪時，因地勢陡峭，數處硬岩阻水形成的瀑布群，為北部橫貫公路沿途的瀑布景觀。近年由於溯溪探勘，已發現的瀑布已達11處。其中高坡溪左岸支流於高坡橋以上的瀑布，因位於道路之上發現最早，分別得名為「彩虹瀑布」、「魔鬼瀑布」及「高坡橋瀑布」。

## 瀑布列表
- 彩虹瀑布：落差約60公尺，由高坡國小廚房後方桂竹林中的小徑向上行，每日八至十時間，由於陽光投射角度的關係，水珠反射陽光，形成彩虹而得名。
- 魔鬼瀑布：落差約35公尺，位彩虹瀑布下方的桂竹林中，地勢陡峭，呈細細的簾幕狀。
- 高坡橋瀑布：落差約40公尺，位於北橫高坡橋靠山壁側小山谷的底部。

山羊峽谷：一般泛指北橫公路高坡橋以降，至匯入大漢溪之間數個巨大落差組成的瀑布峽谷地形，因一般遊客難以親近，只有山羊和泰山才能到達而得名。高坡橋至高坡溪主流匯流段有三處落差約15公尺的瀑布。溪水至與高坡溪匯流處，則有一落差約10公尺的瀑布，經過一段平坦地形後即為峽谷中規模最大，落差約40公尺的「魔王瀑布」。其下游約80公尺再有一落差約20公尺的瀑布，下方內凹峽谷名為「月牙灣」。溪水蜿蜒約120公尺後來到最後一處落差約4公尺的跌宕，隨即出谷匯入大漢溪。
位於羅浮國小高坡分校北側無名支流（台7線北橫公路27.6公里標示前），其北橫公路以下河段探勘亦發現有兩處瀑布，上游瀑布約35公尺，匯入大漢溪處瀑布落差約80公尺，為高坡瀑布群中落差最大的瀑布。

## 交通資訊
- 自行開車：由國道3號下大溪交流道後，由112甲線轉台3線往大溪方向，再轉台7線(北橫公路)依指標往巴陵方向行駛，至高坡橋即可看見位於路旁的高坡橋瀑布，再前進一個彎道，即可仰視頂層的彩虹瀑布。
- 大眾運輸：
  - 搭乘台鐵至桃園車站，轉乘桃園客運5090線【桃園-上巴陵-林班口】/中壢客運5301線【桃園-林班口】至高坡站下車。
  - 搭乘台鐵至中壢車站，轉乘桃園客運5091線【中壢-上巴陵-林班口】至高坡站下車。
  - 或由大溪搭乘桃園客運5093線【大溪-羅浮-巴陵】/5094線【大溪-三光-巴陵】至高坡站下車。

## 外部連結
- 在Panoramio的高坡橋瀑布影像